# Lurcher

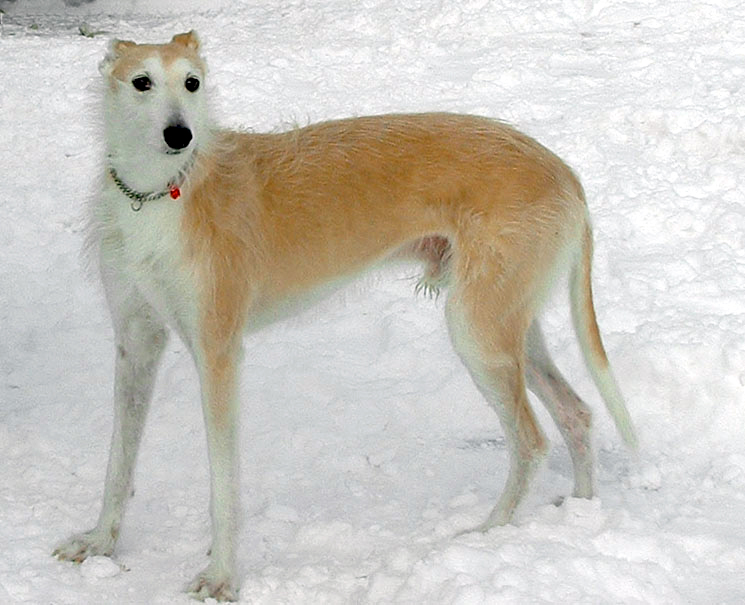
Ett exempel på en lurcher, en korsning mellan greyhound och bordercollie.

Lurcher är en korsning mellan en vinthundsras och en annan hundras som inte hör till gruppen vinthundar, till skillnad från en longdog som är en korsning mellan två olika vinthundsraser. För att registrera en lurcher krävs att den är en korsning mellan en vinthund och en vallhund, till exempel collie eller belgisk vallhund.
Förr korsade man ofta vinthundar med övriga raser för att få bra egenskaper från olika raser, till exempel en vinthunds mildhet, snabbhet och jaktinstinkt med den följsamhet som man finner hos vallhunden. De är ofta trevliga familjehundar och kan användas till det mesta. Beroende på grad av vinthund i korsningen och vilken typ av vinthund som ingår, krävs medvetenhet om deras starka jaktinstinkt. Det är inte en hund som kan springa fritt "var som helst" utan kräver ett ordentligt högt stängslat område där hunden säkert kan springa fritt. Motion med hjälp av cykel är ofta mycket uppskattat av en lurcher.
En lurcher varierar enormt i utseende, allt från väldigt liten och naken, till väldigt stor och muskulös med mycket hår, beroende på vilka raser som korsats.

## Vinthundsraser som kan ingå i en lurcher
- Afghanhund
- Azawakh
- Borzoi
- Cirneco dell'etna
- Chart polski
- Faraohund
- Galgo español
- Greyhound
- Irländsk varghund
- Italiensk vinthund
- Podenco ibicenco
- Saluki
- Skotsk hjorthund
- Sloughi
- Whippet